# Rivière (Pas-de-Calais)
Rivière település Franciaországban, Pas-de-Calais megyében. Lakosainak száma 1124 fő (2022. január 1.). Rivière Wailly, Bailleulval, Basseux, Beaumetz-lès-Loges, Berles-au-Bois, Blairville és Ransart községekkel határos.

## Népesség
A település népessége az elmúlt években az alábbi módon változott:
| Lakosok száma | 1131 | 1126 | 1150 | 1123 | 1121 | 1127 | 1125 | 1124 | 1124 |
|               | 2013 | 2015 | 2016 | 2017 | 2018 | 2019 | 2020 | 2021 | 2022 |